# James Franco
Pour les articles homonymes, voir Franco.
James Franco [ d͡ʒeɪmz ˈfræŋkoʊ] est un acteur, réalisateur, scénariste, producteur, mannequin et écrivain américain, né le 19 avril 1978 à Palo Alto en Californie.
Il est révélé au grand public durant les années 2000 pour son rôle de Harry Osborn dans la trilogie Spider-Man (2002-2007) de Sam Raimi.
2008 est l'année de la confirmation avec deux projets très différents, la comédie Délire Express de David Gordon Green et le biopic Harvey Milk de Gus Van Sant face à Sean Penn dans le rôle-titre. Par la suite, il est la tête d'affiche de blockbusters, 127 heures (2010) de Danny Boyle, La Planète des singes : Les Origines (2011) de Rupert Wyatt et Le Monde fantastique d'Oz (2013) de Sam Raimi. Il joue également dans des films indépendants comme Spring Breakers (2012) de Harmony Korine, ou encore Palo Alto (2013) de Gia Coppola. Il est intronisé au Hollywood Walk of Fame.
En 2017, il réalise plusieurs films (dont The Disaster Artist) et tient le premier rôle dans la serie The Deuce diffusée par HBO entre 2017 et 2019, face à Maggie Gyllenhaal.

## Biographie

### Jeunesse et formation
James Edward Franco est le fils de Douglas Eugene "Doug" Franco et de Betsy Lou (née Verne), poétesse, écrivain et rédactrice en chef. Sa grand-mère maternelle, Mitzi Levine Verne, dirigeait une galerie d'art importante de Cleveland, la Verne Art Gallery et était un membre actif de l'association National Council of Jewish Women (en).
James a grandi en Californie avec ses deux jeunes frères, Tom et Dave Franco. Il est diplômé de la Palo Alto High School en 1996. Son père a des origines portugaises (de l'île de Madère) et suédoises ; sa mère, des origines juives russes.
James Franco suit des études de littérature à l'UCLA en 1996, qu'il interrompt en 1999 pour devenir acteur ; il prend ensuite des cours de théâtre et poursuit ses études au Robert Carnegie's Layhouse West.

### Carrière

#### Débuts télévisuels et cinématographiques

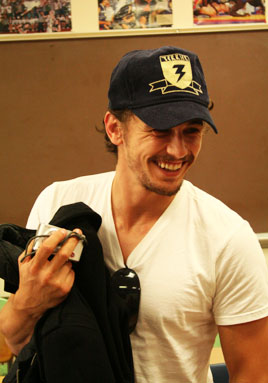
James Franco en septembre 2007, à Paly.

En 1999, il joue l'un des rôles principaux de la série Freaks and Geeks, tourne To Serve and Protect (en) pour la télévision et joue avec Drew Barrymore dans Collège Attitude. Son interprétation en 2001 de James Dean dans Il était une fois James Dean est récompensée d'un Golden Globes lors de la 59e cérémonie des Golden Globes.
Il joue ensuite le rôle de Harry Osborn, le meilleur ami du super-héros Spider-Man dans Spider-Man en 2002, Spider-Man 2 en 2004 et Spider-Man 3 en 2007.
Entre-temps, il incarne le fils rebelle de Vincent LaMarca, joué par Robert De Niro, dans Père et Flic (2002), Company de Robert Altman puis est dirigé par Nicolas Cage dans Sonny.

En 2005, il interprète le jeune chevalier breton de la légende médiévale Tristan et Yseult.

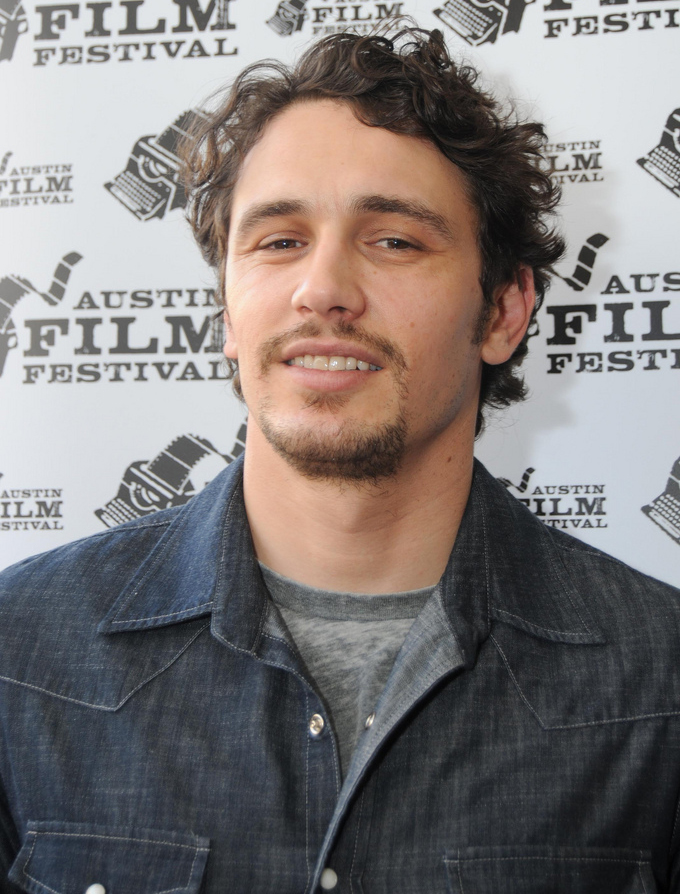
James Franco au Festival du film d'Austin, en octobre 2011.

#### Confirmation
En 2009, il apparaît dans Harvey Milk, de Gus Van Sant.
En 2010, il incarne Aron Ralston dans 127 heures, de Danny Boyle. Le film raconte l'histoire vraie d'un jeune alpiniste qui se retrouve coincé durant cinq jours dans un canyon dans l'Utah.
En 2011, Il joue dans le film La Planète des singes : Les Origines dans le rôle de Will Rodman. Ce film remporte un très grand succès commercial et critique.[réf. nécessaire]
Le 27 février 2011, il coprésente la 83e cérémonie des Oscars aux côtés d'Anne Hathaway. Il est d'ailleurs nommé dans la catégorie meilleur acteur pour sa prestation dans le film 127 heures.[réf. nécessaire]
Il incarne Fabious dans Votre Majesté, une nouvelle comédie fantastique de David Gordon Green dans lequel il doit partir récupérer sa fiancée et sauver le royaume, avec son frère Thadeous (Danny McBride) un prince arrogant et paresseux.
En 2012, il incarne un rappeur dans Spring Breakers, un film sur les dérives des fêtes d'adolescents, les « spring breaks ». Le film est un succès critique malgré ses thèmes polémiques (sexe, drogue, violence, etc.)[réf. nécessaire] et James Franco est salué par les critiques pour sa prestation.[réf. nécessaire]
En 2013, il réalise deux longs métrages, où il est également le scénariste ainsi que le rôle principal de la distribution. Le premier est Tandis que j'agonise, qui est présenté dans la section Un certain regard du Festival de Cannes 2013. Ce film est l'adaptation cinématographique du roman Tandis que j'agonise de William Faulkner. Le film devait être proposé au cinéma mais sort directement en DVD à l'automne 2013. Le second est Child of God, une adaptation du roman éponyme de Cormac McCarthy. Le film est présenté à la Mostra de Venise 2013, sorti à l'été 2014 aux États-Unis, en sortie limitée. Les deux films sont reçus avec des critiques mitigées de la presse,.
Il parvient à se démarquer de ses rôles habituels avec des comédies parfois loufoques comme Délire Express, où il incarne un trafiquant de drogue ou encore le rôle d'Oscar Diggs dans Le Monde fantastique d'Oz.
En mars 2013, le Hollywood Walk of Fame décerne la 2 492e étoile à James Franco.
En 2014, il joue dans Palo Alto, une adaptation de son recueil de nouvelles éponyme, réalisé par Gia Coppola. Le film raconte l'histoire d'adolescents voulant tester leurs limites de sensations fortes dans la ville de Palo Alto. Emma Roberts, Val Kilmer et son fils, Jack Kilmer, font également partie de la distribution. À l'automne, il retrouve Seth Rogen dans L'Interview qui tue !, une comédie d'Evan Goldberg et Seth Rogen sur la Corée du Nord (qui suscite déjà la polémique dans le pays concerné).
En 2015, Stephen King annonce sur Twitter, James Franco jouant le rôle de Jake Epping dans l'adaptation pour la télévision de son roman 22/11/63.
La même année, il est le protagoniste du documentaire F for Franco réalisé par Francisco J.Ricardo.
En 2016, l'acteur est confirmé au casting d’Alien: Covenant, il incarne l'époux du personnage joué par Katherine Waterston. James Franco apparait dans les dix premières minutes du film et fait de petites apparitions par la suite.
En 2017, il réalise The Disaster Artist qui remporte la Coquille d'or au Festival international du film de Saint-Sébastien 2017 et pour lequel il remporte en janvier 2018, le Golden Globe du meilleur acteur dans un film musical ou une comédie.
En 2018, il joue dans plusieurs films à la fois comme acteur mais aussi comme scénariste, producteur ou réalisateur. Pour la télévision, il est choisi pour jouer dans The Ballad of Buster Scruggs de Joel et Ethan Coen, initialement prévu comme une mini-série anthologique de six épisodes pour Netflix, mais celle-ci est finalement devenue un film découpé en six chapitres, toujours proposé sur Netflix fin 2018 aux États-Unis.

#### Mannequin

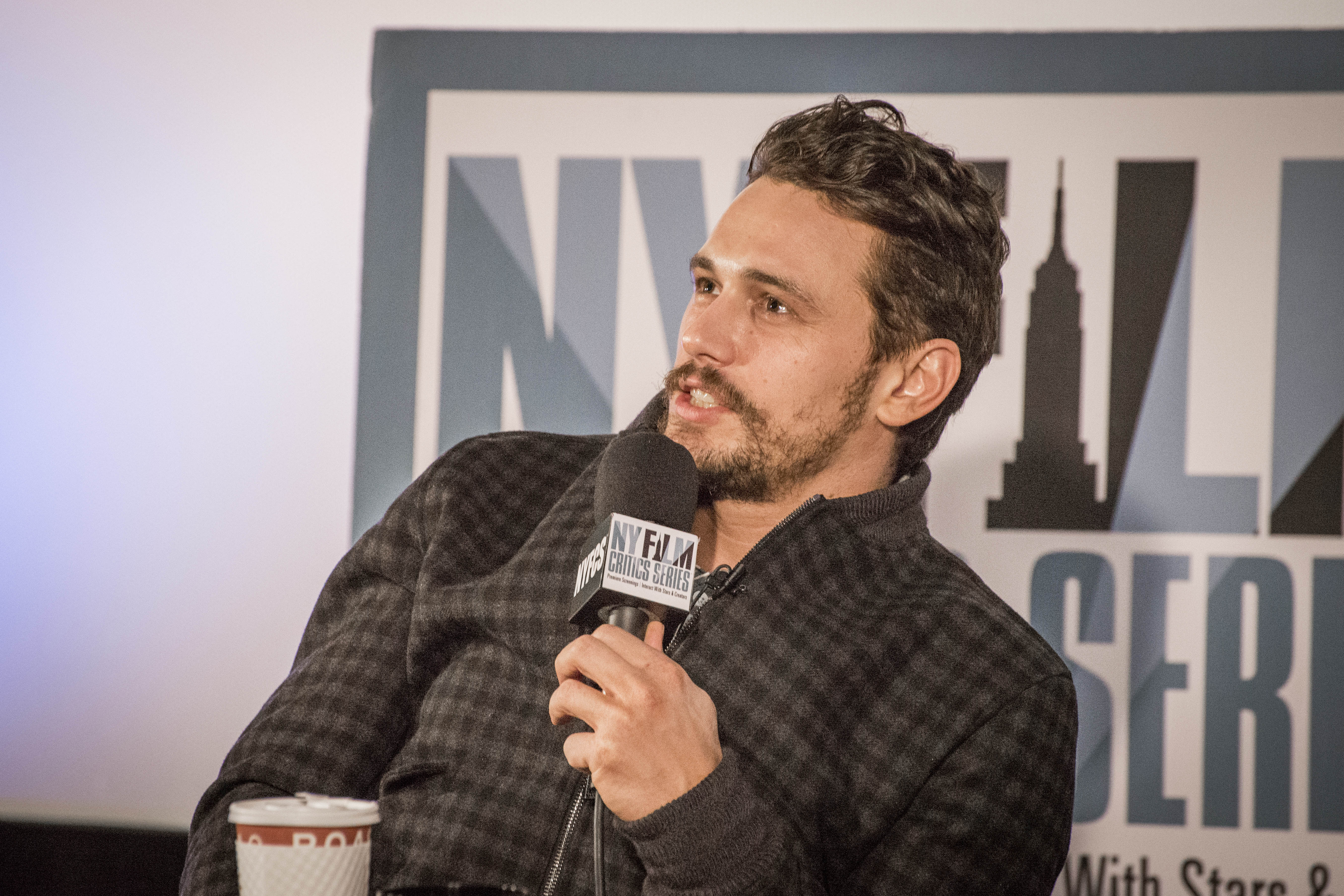
James Franco, à la première de Child of God, en juillet 2014.

En 2008, il est choisi par Frida Giannini, directrice artistique de Gucci, comme ambassadeur attitré du Parfum « Gucci by Gucci pour homme ». Il poursuit les campagnes en 2010 pour la déclinaison « Sport » du parfum. Sa collaboration avec la marque se renforce au fil des campagnes publicitaires, après un documentaire présenté à New-York au festival du film de Tribeca : The Director qu'il a écrit et produit, réalisé par Christina Voros portant sur la directrice de la création de Gucci, Frida Giannini, il réalise un court-métrage intitulé La Passione, pour la maison de luxe italienne.
En 2013, il incarne l'image d'un nouveau parfum de Gucci « Made to Measure ». La collaboration fructueuse s'étend à la gamme des lunettes solaires homme dont il incarne le visage pour toutes les campagnes.
En 2017, il devient le nouveau visage des parfums pour homme de l'enseigne Coach,.

## Vie privée
Il est l'aîné d'une fratrie de trois garçons. Tom Franco, le deuxième, est peintre et sculpteur. Dave Franco, le benjamin, est également acteur et a épousé l'actrice Alison Brie.
En 2008, James Franco reçoit son diplôme d'anglais de premier cycle à UCLA. Il déménage à New York pour suivre les cours de la Graduate School de l'université Columbia en rédaction au MFA Program, ainsi que de l'université de New York à la Tisch School of Arts. En 2011, il fréquente l'université privée américaine d'Yale et prépare un doctorat d'anglais.
L'art, et la peinture en particulier, sont des talents que James Franco a développés durant ses études secondaires, tout en fréquentant une école d'art pendant l'été, la California State Summer School for the Arts (CSSSA). Antérieurement, il a dit que la peinture était « la sortie de secours » dont il avait besoin pendant ses études secondaires, et qu'il a davantage été « peintre qu'il n'a été acteur ». Du 7 janvier au 11 février 2006, ses tableaux sont exposés publiquement pour la première fois à la Glü Gallery de Los Angeles, en Californie.
Le 17 octobre 2015, son ami Seth Rogen organise pour lui sa bar mitzvah, dont les bénéfices vont à l'association américaine Hilarity for Charity, parrainée par James Franco, Seth Rogen et de nombreux acteurs américains[pertinence contestée].
Lors de la campagne pour l'élection présidentielle américaine de 2016, il soutient Hillary Clinton.
Lors de la bataille judiciaire entre Johnny Depp et Amber Heard, celle-ci est accusée par son ex-mari de l'avoir notamment trompé avec James Franco.

## Accusations d'abus sexuels
En janvier 2018, dans le cadre des révélations qui suivent l'affaire Harvey Weinstein et à la suite de sa victoire aux Golden Globes, des accusations d'abus sexuels sont portées à son encontre par Violet Paley et Sarah Tither-Kaplan ainsi que plusieurs de ses anciennes élèves.
Puis, dans le Los Angeles Times, il est accusé par cinq femmes d'avoir eu un comportement inapproprié à leur égard et/ou de les avoir harcelées sexuellement,.
Il est fustigé publiquement dans un discours de l'actrice Scarlett Johansson, porte-parole de la « Marche des femmes 2018 », qui l'accuse d'avoir porté une épinglette Time’s Up lors de la cérémonie des Golden Globes, le 7 janvier 2018 alors qu'il était sous le feu d'accusations.
En décembre 2021, Franco accepte une entrevue au cours de laquelle il avoue avoir eu des relations sexuelles avec des étudiantes de son école dans le passé et se confie également sur sa dépendance au sexe qu'il combat depuis 2016.

## Filmographie

### Cinéma

#### Longs métrages
- 1999 : Collège Attitude (Never Been Kissed) de Raja Gosnell : Jason Way
- 2000 : Dangereuse Séduction (Whatever It Takes) de David Raynr : Chris Campbell
- 2000 : If Tomorrow Comes de Gerrit Steenhagen : Devin
- 2001 : Some Body de Henry Barrial : un gars dans l'appartement (non crédité)
- 2002 : Spider-Man de Sam Raimi : Harry Osborn
- 2002 : Les Voyous de Brooklyn (Deuces Wild) de Scott Kalvert : Tino Verona
- 2002 : You Always Stalk the Ones You Love de Mark Atienza
- 2002 : Mother Ghost de Rich Thorne : un gars en skateboard
- 2002 : Blind Spot de Stephan Woloszczuk : Danny Wheeler
- 2002 : Sonny de Nicolas Cage : Sonny Phillips
- 2002 : Père et Flic (City by the Sea) de Michael Caton-Jones : Joey LaMarca
- 2003 : Company (The Company) de Robert Altman : Josh
- 2004 : Spider-Man 2 de Sam Raimi : Harry Osborn
- 2005 : The Ape de lui-même : Harry Walker
- 2005 : Le Grand Raid (The Great Raid) de John Dahl : le capitaine Robert Prince
- 2005 : Fool's Gold de lui-même : Brent
- 2006 : Tristan et Yseult (Tristan and Isolde) de Kevin Reynolds : Tristan
- 2006 : Annapolis de Justin Lin : Jake Huard
- 2006 : The Wicker Man de Neil LaBute : l'homme au bar no 1
- 2006 : Flyboys de Tony Bill : Blaine Rawlings (rôle basé sur Frank Luke)
- 2006 : The Dead Girl de Karen Moncrieff : Derek Shepard
- 2006 : The Holiday de Nancy Meyers : un ami de Meyers
- 2007 : An American Crime de Tommy O'Haver : Andy Gordon
- 2007 : Interview de Steve Buscemi : le petit ami au téléphone (voix uniquement)
- 2007 : Finishing the Game (en) de Justin Lin : Dean Silo « Rob Force »
- 2007 : En cloque, mode d'emploi (Knocked Up) de Judd Apatow : Sol (non crédité)
- 2007 : Spider-Man 3 de Sam Raimi : Harry Osborn / le nouveau Bouffon vert
- 2007 : Addiction (Good Time Max) de lui-même : Max Verbinski
- 2007 : Dans la vallée d'Elah (In the Valley of Elah) de Paul Haggis : le sergent Dan Carnelli
- 2008 : Camille de Gregory Mackenzie : Silas Parker
- 2008 : Délire Express (Pineapple Express) de David Gordon Green : Saul Silver
- 2008 : Nos nuits à Rodanthe (Nights in Rodanthe) de George C. Wolfe : Dr Mark Flanner (non crédité)
- 2008 : Harvey Milk (Milk) de Gus Van Sant : Scott Smith
- 2010 : Howl de Rob Epstein et Jeffrey Friedman : Allen Ginsberg
- 2010 : Crazy Night (Date Night) de Shawn Levy : Chase « Tripplehorn » / Tom Felton
- 2010 : William Vincent de Jay Anania : William Vincent
- 2010 : Mange, prie, aime (Eat Pray Love) de Ryan Murphy : David Piccolo
- 2010 : Love and Distrust de Lorraine Bracco : Travis (segment de Grasshopper)
- 2010 : 127 Heures (127 Hours) de Danny Boyle : Aron Ralston
- 2011 : The Green Hornet de Michel Gondry : Danny Crystal Clear (non crédité)
- 2011 : Votre Majesté (Your Highness) de David Gordon Green : le prince Fabulus
- 2011 : The Broken Tower de lui-même : Hart Crane
- 2011 : La Planète des singes : Les Origines (Rise of the Planet of the Apes) de Rupert Wyatt : Dr William Rodman
- 2011 : Sal de lui-même : Milton Katselas
- 2012 : About Cherry de Stephen Elliott : Frances
- 2012 : Maladies (en) de Carter : James
- 2012 : The Iceman d'Ariel Vromen : Marty Freeman
- 2012 : Spring Breakers de Harmony Korine : Alien
- 2012 : The Letter de Jay Anania : Tyrone
- 2012 : The Color of Time d'Edna Luise Biesold : C. K. Williams
- 2012 : Marina Abramović de Matthew Ackers : lui-même (caméo, non crédité)
- 2013 : Interior. Leather Bar. de lui-même : James
- 2013 : Lovelace de Rob Epstein et Jeffrey Friedman : Hugh Hefner
- 2013 : Le Monde fantastique d'Oz (Oz: The Great and Powerful) de Sam Raimi : Oscar Diggs / Le magicien d'Oz
- 2013 : Tandis que j'agonise (As I Lay Dying) de lui-même : Darl Bundren
- 2013 : C'est la fin (This Is the End) d'Evan Goldberg et Seth Rogen : James Franco[n 1]
- 2013 : Palo Alto de Gia Coppola : M. B.
- 2013 : Child of God de lui-même : Jerry
- 2013 : Puzzle de Paul Haggis : Rick
- 2013 : Homefront de Gary Fleder : Gator
- 2014 : Veronica Mars de Rob Thomas : James Franco[n 1] (caméo, non crédité)
- 2014 : Dangerous People (Good People) de Henrik Ruben Genz : Tom Wright
- 2014 : The Sound and the Fury de lui-même : Benjy Compson
- 2014 : La Planète des singes : L'Affrontement de Matt Reeves : Will Rodman (scène inédite - caméo vidéographique)
- 2014 : L'Interview qui tue ! (The Interview) de Seth Rogen et Evan Goldberg : David « Dave » Skylark
- 2014 : I Think You're Totally Wrong: A Quarrel de lui-même : James
- 2015 : Don Quixote: The Ingenious Gentleman of La Mancha (en) de David Beier et 9 autres réalisateurs : Pasamonte
- 2015 : True Story de Rupert Goold : Christian Longo
- 2015 : Yosemite (en) de Gabrielle Demeestere (en) : Phil
- 2015 : I Am Michael de Justin Kelly : Michael Glatze
- 2015 : Queen of the Desert de Werner Herzog : Henry Cadogan
- 2015 : Every Thing Will Be Fine de Wim Wenders : Tomas Eldan
- 2015 : Wild Horses de Robert Duvall : Ben Briggs
- 2015 : The Heyday of the Insensitive Bastards (en) de Mark Columbus et 8 autres réalisateurs : Conrad
- 2015 : Beyond Lies (The Adderall Diaries) de Pamela Romanowsky (en) : Stephen Elliott
- 2015 : Black Dog, Red Dog d'Adriana Cepeda Espinosa et lui-même : Leo (en attente d'une date de sortie aux États-Unis[29])
- 2015 : Memoria (en) de Vladimir de Fontenay et Nina Ljeti : M. Wyckoff
- 2015 : The Night Before: Secret Party (The Night Before) de Jonathan Levine : James Franco[n 1]
- 2015 : Richard Peter Johnson de Devin Crittenden : James Franco[n 1]
- 2016 : Goat d'Andrew Neel : Mitch
- 2016 : King Cobra de Justin Kelly : Joe
- 2016 : Burn Country (en) de Ian Olds (en) : Lindsay
- 2016 : Blood Surf de Nina Ljeti : Metalhead Troy
- 2016 : Les Insoumis de lui-même[30] : Mac
- 2016 : The Boyfriend : Pourquoi lui ? (Why Him?) de John Hamburg : Laird Mayhew
- 2017 : The Labyrinth de John Berardo et 7 autres réalisateurs : le narrateur (voix originale)
- 2017 : The Institute de lui-même et Pamela Romanowsky (en) : Dr Cairn
- 2017 : Actors Anonymous (en) de Melanie Aitkenhead et 11 autres réalisateurs : Jake Lamont
- 2017 : This Is Your Death (en) de Giancarlo Esposito : Male Host
- 2017 : Alien: Covenant de Ridley Scott : Jacob Branson (non crédité)
- 2017 : Don't Come Back from the Moon (en) de Bruce Thierry Cheung : Roman Smalley
- 2017 : The Vault de Dan Bush (en) : Ed Maas / le directeur de la banque
- 2017 : The Disaster Artist de lui-même : Tommy / « Johnny »
- 2017 : The Mad Whale (en) de Sonia Aurelia Guggenheim et 7 autres réalisateurs : rôle inconnu
- 2017 : Blood Heist de Jenna Cavelle : le cultivateur Simon
- 2018 : Mississippi Requiem d'Arkesh Ajay et 3 autres réalisateurs : rôle inconnu
- 2018 : Future World de lui-même et Bruce Thierry Cheung : Warlord
- 2018 : Kin : Le Commencement de Jonathan et Josh Baker : Taylor
- 2018 : La Ballade de Buster Scruggs (The Ballad of Buster Scruggs) de Joel et Ethan Coen : le cowboy - segment Près d'Algodones (Near Algodones)
- 2019 : Zeroville de lui-même : Vikar
- 2019 : Pretenders de lui-même : Maxwell
- 2024 : Largo Winch : Le Prix de l'argent d'Olivier Masset-Depasse : Ezio Burntwood

Prochainement
- 2024 :  Castro's Daughter de Miguel Bardem (en) : Fidel Castro
- 2024 : Hey Joe (en) de Claudio Giovannesi : Dean Barry
- 2024 : The Policeman de Jordan Gertner
- 2024 : Kill the Czar de Bruce Thierry Cheung
- 2024 : The Long Home de lui-même : Dallas Hardin[29] (en attente d'une date de sortie aux États-Unis[29])

#### Courts métrages
- 2001 : Mean People Suck de Matthew Cole Weiss : Casey
- 2002 : The Car Kid de Tricia Brock
- 2006 : Grasshopper d'Eric Kmetz : Travis Milton
- 2007 : The Hills with James Franco and Mila Kunis de Judd Apatow : Justin Bobby
- 2010 : Masculinity and Me de lui-même et Russell Sheaffer : William Vincent
- 2011 : Rebel de lui-même, Douglas Gordon et Harmony Korine
- 2012 : Rebel Dabble Babble de Damon et Paul McCarthy : Jim Stark / James Dean
- 2014 : Obituaries de Ryan Moody : Felix Mitchum
- 2015 : A Walk in Winter de Ryan Moody : Conrad
- 2016 : The Caged Pillows de Galen Pehrson : David Del Rosario
- 2017 : Alien: Covenant - Prologue: Last Supper de Luke Scott : Branson[n 2],[31]
- 2017 : Dumpster Diving d'Evan Goldberg et Seth Rogen : El Diablo
- 2018 : A Rose for Emily de Kelly Pike : Homer Baron

#### Films d'animation
- 2015 : Le Petit Prince de Mark Osborne : le Renard (voix anglaise)
- 2016 : Sausage Party : La Vie privée des aliments (Sausage Party) de Greg Tiernan et Conrad Vernon : le Drogué (voix originale)
- 2019 : Arctic Dogs : Mission polaire (Arctic Justice) de Dimos Vrysellas : Lemmy (voix originale)

### Télévision

#### Téléfilms
- 1998 : 1973 de Gail Mancuso : Greg
- 2000 : At Any Cost de Charles Winkler : Mike
- 2001 : Il était une fois James Dean (James Dean) de Mark Rydell : James Dean
- 2013 : The Real World: This Is the End Edition : James Franco[n 1]
- 2014 : Dave Skylark's Very Special VMA Special : David Skylark
- 2016 : Sexe, mensonges et vampires (Mother, May I Sleep with Danger?) de Melanie Aitkenhead : le réalisateur
- 2017 : Du rêve au cauchemar (High School Lover) de Jerell Rosales : Rick Winters

#### Séries télévisées
- 1997 : Pacific Blue : Brian (saison 3, épisode 8)
- 1999 : Au service de la loi (en) (To Serve and Protect) : Matt Carr (2 épisodes)
- 1999 : Profiler : Stevie (saison 3, épisode 17)
- 1999-2000 : Freaks and Geeks : Daniel Desario (18 épisodes)
- 2001 : X-Files : Aux frontières du réel (The X-Files) : l'officier no 2 (saison 8, épisode 8)
- 2009-2012 : Hôpital central (General Hospital) : Robert « Franco » Frank (54 épisodes)
- 2010 : 30 Rock : James Franco[n 1] (saison 4, épisode 9)
- 2012 : CFU: Fact Checkers Unit : James (saison 2, épisode 6)
- 2012 : Hollywood Heights : Osborne « Oz » Silver (6 épisodes)
- 2013 : The Mindy Project : Paul Leotard (2 épisodes)
- 2014-2015 : Making a Scene with James Franco : divers rôles (série de court métrage, 15 épisodes)
- 2015 : RIP : Fauchés et sans repos (Deadbeat) : Johnny (saison 2, épisode 11)
- 2016 : 22.11.63 (11.22.63) : Jake Epping (mini-série en 8 épisodes)
- 2016 : Angie Tribeca : le sergent Eddie Pepper (6 épisodes)
- 2017-2019 : The Deuce : Vincent Martino / Frankie Martino (25 épisodes)
- 2017 : Ozara and Katessa : Ozara, Robbie, demoiselles en détresse et voix additionnelles (série de court métrage, voix originale)

### Jeu vidéo
- 2007 : Spider-Man 3, le jeu vidéo : Harry Osborn / le nouveau Bouffon vert (voix originale)

### Comme réalisateur
- 2005 : Fool's Gold
- 2005 : The Ape
- 2007 : Addiction (Good Time Max)
- 2009 : Herbert White (court métrage)
- 2009 : The Feast of Stephen (court métrage)
- 2010 : Saturday Night (en) (documentaire)
- 2010 : The Clerk's Tale (court métrage)
- 2010 : Masculinity and Me (court métrage)
- 2011 : The Broken Tower
- 2011 : Sal
- 2012 : Francophrenia Or Don't Kill Me, I Know Where the Baby (documentaire, coréalisé avec Ian Olds)
- 2012 : My Own Private River (en) (hommage à River Phoenix avec les images de My Own Private Idaho)
- 2012 : Dream (court métrage)
- 2013 : Interior. Leather Bar. (coréalisé avec Travis Mathews)
- 2013 : Tandis que j'agonise (As I Lay Dying) (adaptation du roman homonyme de William Faulkner[32])
- 2013 : Child of God (adaptation du roman du même nom de Cormac McCarthy)
- 2014 : The Sound and the Fury (d'après Le Bruit et la Fureur de William Faulkner)
- 2015 : Bukowski
- 2015 : Black Dog, Red Dog (un segment)
- 2016 : Les Insoumis
- 2017 : Making a Scene with James Franco (mini-série de court métrage - 1 épisode)
- 2017 : The Institute
- 2017 : The Disaster Artist
- 2017 : The Deuce (série télévisée - 2 épisodes)
- 2017 : Metamorphosis: Junior Year (documentaire)
- 2018 : Future World
- 2018 : Pretenders
- 2019 : Zeroville
- n/a Date sujette à modification : The Long Home

### Comme scénariste
- 2005 : Fool's Gold
- 2005 : The Ape
- 2007 : Addiction
- 2009 : Herbert White (court métrage)
- 2009 : The Feast of Stephen (court métrage)
- 2010 : The Clerk's Tale (court métrage)
- 2010 : Masculinity and Me (court métrage)
- 2011 : The Broken Tower
- 2011 : Sal
- 2013 : Tandis que j'agonise
- 2013 : Child of God (coécrit avec Vince Jolivette)
- 2014 : The Sound and the Fury
- 2015 : Bukowski
- 2015 : Killing Animals (coécrit en lien avec son livre)
- 2015 : Suburban Memoir (court métrage)
- 2015 : Black Dog, Red Dog
- 2016 : Age of the Moon
- 2016 : Sexe, mensonges et vampires (téléfilm)
- 2017 : Actors Anonymous (en)
- 2017 : Blood Theatre
- 2017 : Palace (court métrage)
- 2018 : Mississippi Requiem
- 2018 : LA Woman Rising (documentaire)

## Publication
- Roman Palo Alto (trad. Jean-Noël Chatain), Neuilly-sur-Seine, éditions Michel Lafon, 2011, 244 p. (ISBN 978-2-7499-1482-4)

## Distinctions
Sauf indication contraire, les informations mentionnées dans cette section peuvent être confirmées par la base de données cinématographiques IMDb,  présente dans la section « Liens externes ».

### Récompenses
- Golden Globes 2002 : meilleur acteur dans une mini-série ou un téléfilm pour Il était une fois James Dean
- Critics' Choice Movie Awards 2002 : meilleur acteur dans une mini-série où un téléfilm pour Il était une fois James Dean
- Festival du film de Hollywood 2008 : acteur de l'année
- Critics' Choice Movie Awards 2009 : meilleure distribution dans un drame biographique pour Harvey Milk (partagé avec Sean Penn, Josh Brolin, Victor Garber, Stephen Spinella, Denis O'Hare, Emile Hirsch et Diego Luna)
- Hasty Pudding Theatricals 2009 : homme de l'année
- Film Independent's Spirit Awards 2009 : meilleur acteur dans un second rôle dans un drame biographique pour Harvey Milk
- Central Ohio Film Critics Association Awards 2009 : 
  - acteur de l'année dans un drame biographique pour 127 heures
  - acteur de l'année dans un drame romantique pour Mange, prie, aime
  - acteur de l'année dans une comédie romantique pour Crazy Night
  - acteur de l'année dans un drame biographique pour Howl
- Berlin International Film Festival 2010 : meilleur court métrage pour The Feast of Stephen
- Dallas-Fort Worth Film Critics Association 2010 : meilleur acteur dans un drame biographique pour 127 heures
- Indiana Film Journalists Association 2010 : meilleur acteur dans un drame biographique pour 127 heures
- Las Vegas Film Critics Society 2010 : meilleur acteur dans un drame biographique pour 127 heures
- St. Louis Film Critics Association 2010 : mérite spécial pour la meilleure scène, la technique cinématographique ou tout autre aspect ou moment mémorable dans un drame biographique pour 127 heures
- New York Film Critics Online Awards 2010 : meilleur acteur dans un drame biographique pour 127 heures
- Utah Film Critics Association Awards 2010 : meilleur acteur dans un drame biographique pour 127 heures
- Independent Spirit Awards 2011 : meilleur acteur dans un drame biographique pour 127 heures
- Central Ohio Film Critics Association 2011 : meilleur acteur pour le drame 127 heures
- Festival international du film de Santa Barbara 2011 : meilleur acteur pour le drame 127 heures
- Étoile sur le Hollywood Walk of Fame[2].
- San Francisco Film Critics Circle 2013 : meilleur acteur dans un second rôle dans un drame d'action pour Spring Breakers
- Village Voice Film Poll 2013 : meilleur acteur dans un second rôle dans un drame d'action pour Spring Breakers
- Los Angeles Film Critics Association 2013 : meilleur acteur dans un second rôle dans un drame d'action pour Spring Breakers
- National Society of Film Critics 2014 : meilleur acteur dans un second rôle dans un drame d'action pour Spring Breakers
- International Cinephile Society Awards 2014 : meilleur acteur dans un second rôle dans un drame d'action pour Spring Breakers[33]
- Central Ohio Film Critics Association 2014 : meilleur acteur dans un second rôle dans un drame d'action pour Spring Breakers
- Chlotrudis Awards 2014 : meilleur scénario adapté dans un drame pour Tandis que j'agonise (partagé avec Matt Rager)
- Dorian Awards 2014 : artiste de l'année (honorant une véritablement force révolutionnaire dans les domaines du cinéma, théâtre et / ou télévisé)
- Mostra de Venise 2014 : Prix Jaeger-LeCoultre Glory to the Filmmaker
- Festival international du film de Saint-Sébastien 2017 : Coquille d'or pour The Disaster Artist
- Golden Globes 2018 : meilleur acteur dans un film musical ou une comédie pour The Disaster Artist

### Nominations
- Young Artist Awards 2000 : meilleure performance pour l'ensemble des jeunes acteurs dans une mini-série pour Freaks and Geeks (partagé avec Seth Rogen, John Francis Daley, Sarah Hagan, Jarrett Lennon, Samm Levine, Jason Segel et Martin Starr)
- Primetime Emmy Awards 2002 : meilleur acteur dans une mini-série où un téléfilm pour Il était une fois James Dean
- Screen Actors Guild Awards 2002 : meilleur acteur dans une mini-série où un téléfilm pour Il était une fois James Dean
- Online Film and Television Association 2002 : meilleur acteur dans une mini-série où un téléfilm pour Il était une fois James Dean
- Chlotrudis Awards 2003 : meilleur acteur dans un second rôle pour Père et Flic
- Saturn Awards 2008 : meilleur acteur dans un second rôle pour Spider-Man 3
- MTV Movie and TV Awards 2008 : meilleur combat dans un film d'action pour Spider-Man 3 (partagé avec Tobey Maguire)
- Teen Choice Awards 2008 : meilleur bagarre dans un film d'action pour Spider-Man 3 (partagé avec Tobey Maguire, Topher Grace et Thomas Haden Church)
- Satellite Awards 2008 : meilleur acteur pour Harvey Milk
- Golden Globes 2009 : meilleur acteur pour Délire Express
- MTV Movie and TV Awards 2009 : 
  - meilleur combat pour Délire Express (partagé avec Seth Rogen et Danny McBride)
  - meilleur baiser avec Sean Penn pour Harvey Milk
  - meilleure performance comique pour Délire Express
- Critics' Choice Movie Awards 2009 : meilleur acteur dans un second rôle pour Harvey Milk
- Screen Actors Guild Awards 2009 : meilleur casting pour Harvey Milk (partagé avec Josh Brolin, Joseph Cross, Victor Garber, Emile Hirsch, Diego Luna, Denis O'Hare, Sean Penn et Alison Pill)
- Central Ohio Film Critics Association 2009 : 
  - meilleur acteur de l'année Harvey Milk
  - meilleur acteur de l'année Délire Express
- Denver Film Critics Society 2010 : meilleur acteur pour 127 heures
- Chicago Film Critics Association 2010 : meilleur acteur pour 127 heures
- Alliance of Women Film Journalists 2010 : 
  - meilleur acteur pour 127 heures
  - meilleur moment inoubliable pour 127 heures
  - meilleure performance la plus courageuse pour 127 heures
- North Texas Film Critics Association 2010 : meilleur acteur pour 127 heures
- Southeastern Film Critics Association Awards 2010 : meilleur acteur pour 127 heures
- St. Louis Film Critics Association 2010 : meilleur acteur pour 127 heures
- Phoenix Film Critics Society Awards 2010 : meilleur acteur pour 127 heures
- San Diego Film Critics Society Awards 2010 : meilleur acteur pour 127 heures
- Satellite Awards 2010 : meilleur acteur pour 127 heures
- Washington DC Area Film Critics Association Awards 2010 : meilleur acteur pour 127 heures
- Chicago International Film Festival 2010 : meilleur court métrage pour The Feast of Stephen
- Festival international du film des Hamptons 2010 : meilleur court métrage pour The Clerk's Tale
- Oscars 2011 : meilleur acteur pour 127 heures
- Golden Globes 2011 : meilleur acteur pour 127 heures
- National Movie Awards 2011 : meilleure performance de l'année pour 127 heures
- Online Film and Television Association 2011 : meilleur acteur pour 127 heures
- Online Film Critics Society 2011 : meilleur acteur pour 127 heures
- Screen Actors Guild Awards 2011 : meilleur acteur pour 127 heures
- Toronto Film Critics Association Awards 2011 : meilleur acteur  pour 127 heures
- Vancouver Film Critics Circle 2011 : meilleur acteur pour 127 heures
- BAFTA Awards 2011 : meilleur acteur pour 127 heures
- Empire Awards 2011 : meilleur acteur pour 127 heures
- Gay and Lesbian Entertainment Critics Association 2011 :
  - meilleur acteur pour 127 heures
  - meilleur acteur pour Howl
- Critics' Choice Movie Awards 2011 : meilleur acteur pour 127 heures
- Iowa Film Critics Awards 2011 : meilleur acteur pour 127 heures
- Rembrandt Awards 2012 : meilleur acteur international pour 127 heures
- Iowa Film Critics Awards2012 : pire acteur dans un second rôle pour Votre Majesté
- Festival international du film de Rome 2012 : meilleur CinemaXXI du court métrage pour Dream
- Teen Choice Awards 2013 : meilleur acteur dans un film de science-fiction pour Le Monde fantastique d'Oz
- Chicago Film Critics Association Awards 2013 : meilleur acteur dans un second rôle pour Spring Breakers
- Denver Film Critics Society 2013 : meilleur acteur dans un second rôle pour Spring Breakers
- New York Film Critics Circle 2013 : meilleur acteur dans un second rôle pour Spring Breakers
- Washington DC Area Film Critics Association Awards 2013 : meilleur acteur dans un second rôle pour Spring Breakers
- Detroit Film Critics Society 2013 : meilleur acteur dans un second rôle pour Spring Breakers
- Festival du film de New York 2013 : meilleur film pour Child of God
- Gay and Lesbian Entertainment Critics Association 2014 : meilleur acteur dans un second rôle pour Spring Breakers
- Toronto Film Critics Association Awards 2014 : meilleur acteur dans un second rôle pour Spring Breakers
- MTV Movie Awards 2014 : 
  - meilleur baiser pour Spring Breaker (partagé avec Ashley Benson et Vanessa Hudgens)
  - meilleur combat pour C'est la fin (partagé avec Jonah Hill et Seth Rogen)
- People's Choice Awards 2014 : meilleur acteur comique de l'année
- Young Hollywood Awards 2014 : meilleure romance (partagé avec Seth Rogen)

## Voix françaises
En France, Anatole de Bodinat, est la voix française régulière de James Franco. Philippe Valmont, a été la première voix régulière de l'acteur, l'ayant doublé à quatorze reprises.
Au Québec, Martin Watier est la voix québécoise régulière de l'acteur.